# Шубина, Маргарита Валерьевна
Маргари́та Вале́рьевна Шу́бина (укр. Маргарито Валеріївно Шубіно, род. 4 апреля 1966, УССР) — советская, российская актриса и режиссёр. Заслуженная артистка России (2009).

## Биография
Родилась 4 апреля 1966 года.
В детстве училась в художественном училище. В старших классах победила на городской олимпиаде по литературе и получила направление в Литературный институт имени Горького. Но ни художницей, ни писательницей Маргарита Шубина не стала. По её собственным словам, она «росла сорвиголовой и хулиганкой» и из-за неусидчивости не смогла долго сидеть за мольбертом или писать романы.
Во время обучения на четвёртом курсе ГИТИСа на курсе у О. Я. Ремеза Маргарите Шубиной поступило предложение от А. А. Гончарова сыграть в Театре им. Маяковского. Благодаря её великолепной актёрской игре после окончания Маргаритой Шубиной РАТИ в 1987 году к ней поступили приглашения почти от всех театров столицы, но актриса предпочла другим Театр имени Моссовета, в котором служит и сейчас.
Считается, что дебютной картиной Маргариты Шубиной был фильм Вадима Зобина «Воскресенье, половина седьмого», снятый в 1988 году. Однако на самом деле актриса дебютировала в кино в 1984 году, снявшись в картине Михаила Туманишвили «Полоса препятствий». С тех пор она снялась в нескольких незаметных ролях в кино. Большую известность Маргарите Шубиной подарила роль фельдшера Орловой в телесериале «Неотложка» режиссёров Анатолия Артамонова и Геннадия Каюмова. С тех пор Маргарита Шубина стала активно сниматься в кино. Сейчас на её счету около 40 ролей, а ещё на данный момент снимается картина «Люди жили и не знали» — дебют Маргариты Шубиной в качестве режиссёра. Очень часто она играет несчастных в личной жизни женщин — капитан Махова в телесериале «МУР есть МУР», Раечка в телесериале «Эшелон», Тоня в фильме «Нежный барс», Любка в телесериале «Сваты».
24 апреля 2009 года указом Президента России Маргарите Шубиной присвоено звание «Заслуженная артистка России».
Муж актрисы — её бывший однокурсник Владислав, в прошлом актёр театра, а ныне бизнесмен. У супругов двое сыновей — Максим и Серафим. Крёстным отцом Максима был Андрей Ильин, а крёстными родителями Серафима — Александр Самойленко и Влада Садовская.

## Творчество

### Театральные работы
- «Калигула» — Цезония[5]
- «Бег» — Люська
- «Женский стол в „Охотничьем зале“» — Шаганэ
- «Мать Иисуса» — дочь
- «Ошибки одной ночи» — Кэт Хардкэстль
- «Школа жён» — Жоржетта
- «Утешитель вдов» — Грациэлла
- «Двенадцатая ночь» — Оливия
- «Дама! Дама! Ещё дама!..» — Замухрышкин
- «Фома Опискин» — Татьяна Ивановна
- «Крошка Цахес» — фрау Лиза
- «Ревизор» — Анна Андреевна

### Фильмография

#### Актриса
- 1984 — Полоса препятствий
- 1988 — Воскресенье, половина седьмого — Вера Ломакина, «подруга» Сони
- 1988 — Белые вороны — Шубина, дежурная в гостинице
- 1991 — Отель «Эдем» — Любовь
- 1992 — На Тебя уповаю — Светка, воспитательница в детдоме
- 1992 — Рукопись
- 1995 — На углу, у Патриарших — Нинка
- 1995 — Чёрная вуаль — Мария Игнатова, прислуга, любовница Рокшина
- 2000 — Хорошие и плохие — Зина
- 2001 — Марш Турецкого — Божена
- 2001 — Мамука
- 2001 — Семейные тайны — адвокат Лариса Рогозина
- 2001—2004 — Ростов-папа — Алина / Кармен
- 2002 — Атлантида
- 2003 — Другая женщина, другой мужчина… — Клара, подруга Марины
- 2003 — Москва. Центральный округ — Галина Хомская, певица
- 2003—2005 — Неотложка — Надежда Михайловна Орлова, фельдшер скорой помощи
- 2003 — Полосатое лето — врач
- 2004 — Возвращение Титаника 2 — Капитолина
- 2005 — МУР есть МУР 3 — Елена Сергеевна Махова, капитан милиции
- 2005 — Убить Бэллу — жена главврача психиатрической клиники
- 2005 — Эшелон — Раечка
- 2006 — Бесы — Юлия Михайловна, губернаторша
- 2006 — Кромъ — Марья Мефодьевна
- 2006 — Нежный барс — Тоня, подруга Люды
- 2007 — Гражданин начальник — Майя Михайловна Каюрова
- 2007 — Кука — Раиса Михайловна Савицкая, директор детского приюта
- 2007 — Репетитор — Ольга, подруга Ирины
- 2007 — Танец живота — Рита, подруга Нины
- 2008 — Песочный дождь — Лиза
- 2009 — Сваты 3 — Любовь Георгиевна, соседка Будько
- 2010 — Гаражи — Эмма Павловна Кантораки
- 2010 — Ёлки — директор детдома
- 2010 — Когда зацветёт багульник — Вероника Петровна Короленко, сестра Алексея
- 2011 — Лето Индиго — инопланетянка
- 2011 — Тунгусский метеорит — экскурсовод
- 2011 — Дело гастронома № 1 — Галина Брежнева
- 2012 — Со мною вот что происходит — Ольга
- 2013 — Сваты 6 — Любовь Георгиевна, соседка Будько
- 2014 — Прошлым летом в Чулимске — Анна Хороших, буфетчица
- 2014 — Левиафан — Горюнова, прокурор
- 2016 — Провокатор — Алла Феликсовна, режиссёр кукольного театра
- 2017 — Капитанша — Тетя Катя
- 2017 — Графомафия — Надежда Павловна, главный редактор
- 2021 — Сваты 7 — Любовь Георгиевна, соседка Будько

#### Режиссёр
- 2011 — И был день…